# Закшув (Опольський повіт)
Закшув (пол. Zakrzów) — село в Польщі, у гміні Лазіська Опольського повіту Люблінського воєводства.
Населення — 348 осіб (2011).
У 1975-1998 роках село належало до Люблінського воєводства.

## Демографія
Демографічна структура станом на 31 березня 2011 року:
|          | Загалом | Допрацездатний вік | Працездатний вік | Постпрацездатний вік |
| -------- | ------- | ------------------ | ---------------- | -------------------- |
| Чоловіки | 161     | 30                 | 118              | 13                   |
| Жінки    | 187     | 36                 | 104              | 47                   |
| Разом    | 348     | 66                 | 222              | 60                   |